# نیتو سینگ
نیتو سینگ (انگلیسی: Neetu Singh؛ زادهٔ ۸ ژوئیهٔ ۱۹۵۸) یک هنرپیشه اهل هند است. از فیلم‌ها یا برنامه‌های تلویزیونی که وی در آن نقش داشته‌است می‌توان به آمر اکبر آنتونی اشاره کرد.

## زندگی مشترک

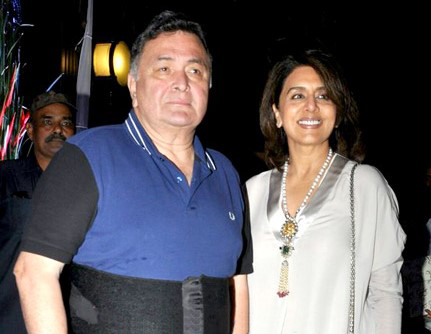
تصویر نیتو سینگ و همسرش

او در ۲۳ ژانویه ۱۹۸۰ با ریشی کاپور ازدواج کرد. حاصل این ازدواج یک فرزند پسر به نام رانبیر و یک فرزند دختر به نام ریدیما بود. همسر او پس از دو سال درگیری با سرطان خون، در ۳۰ آوریل ۲۰۲۰ درگذشت.

## فیلم‌شناسی
- قدرت ایمان
- آمر اکبر آنتونی
- دیوار
- عدالت
- تربیت
- دروغگوی بزرگ
- تا وقتی که زنده‌ام
- عشق امروزی
- دوستی
- سنگ سیاه
- قمارباز قهار
- بی‌شرم
- به نام وعده
- گاهی اوقات
- دشمن حیات
- قطار سوزان
- چشم سوم
- من شرافت را کنار گذاشتم
- وارث
- دو دوتا چهارتا
- مرد دوم
- برای سرگرمی
- امور لکه‌دار
- انسان زهردار
- شوهر، همسر و اون
- دو جوانه
- شاد زندگی کن
- ثروت و دارایی
- ریاکار